# CSNET
CSNET (англ. Computer Science Network — сеть факультетов информатики) — компьютерная сеть, которая начала свою работу в 1981 году в Соединенных Штатах. Её целью было расширить сетевые возможности факультетов информатики учебных и научно-исследовательских институтов, которые по финансовым соображениям или из-за ограничения доступа не могли подключаться к ARPANET напрямую. Она сыграла значительную роль в распространении информации и обеспечении доступа к национальной сети и была важной вехой на пути развития глобальной сети Интернет. CSNET финансировалось Национальным научным фондом США с 1981 по 1984 год.

## История
Лоуренс Ландвебер из Висконсинского университета в Мадисоне подготовил первоначальный проект CSNET от имени консорциума университетов (Технологический институт Джорджии, Миннесотский университет, Университет Нью-Мексико, Университет Оклахомы, Университет Пердью, Калифорнийский университет в Беркли, Университет Юты, Виргинский университет, Вашингтонский университет, Йельский университет). Национальный научный фонд США попросил Дэвида Фарбера из Делаверского университета изучить проблему. Фарбер поставил задачу своему аспиранту Дэйву Крокеру. Проект был признан интересным, но нуждающимся в значительной доработке. Предложение в конце концов получило поддержку Винтона Серфа и Агентства по перспективным оборонным научно-исследовательским разработкам США. В 1980 году Национальный научный фонд выделил $5 млн на запуск сети. Это было значительным проектом для фонда в то время. Условием выделения средств было то, что сеть должна была стать самостоятельной к 1986 году.
Первая команда проекта состояла из Ландвебера (Университет Висконсина), Фарбера (Университет штата Делавэр), Питера Деннинга (Университет Пердью), Энтони Херна и Билла Керна.
К 1981 году были связаны три элемента: Университет штата Делавэр, Принстонский университет и Университет Пердью. К 1982 году уже 24 объекта были связаны новой сетью, это число увеличилось до 84 к 1984 году. Вскоре после этого в состав сети вошли институты Израиля, Австралии, Канады, Франции, Германии, Кореи и Японии. В конце концов к CSNET было подключено более 180 учреждений.
Один из первых экспериментов по свободному распространению программного обеспечения в сети был осуществлён в CSNET.
Сеть CSNET была предшественницей NSFNET, компьютерной сети Национального фонда науки США, которая в итоге стала основой Интернета. CSNET автономно действовала до 1989 года, когда она была объединена с BITNET. К 1991 году успех NSFNET и NSF-спонсируемых региональных сетей сделал сеть CSNET ненужной, и она была закрыта в октябре 1991 года.